# Jerzy Brzozowski (iberysta)
Jerzy Leszek Brzozowski (ur. 1954) – polski romanista-luzofonista, wykładowca, profesor, konsul generalny RP w Kurytybie (1991–1995).

## Życiorys
Absolwent filologii romańskiej na Uniwersytecie Jagiellońskim. W 1991 doktoryzował się tamże na podstawie pracy Polskie przekłady „Kwiatów zła” Ch. Baudelaire'a napisanej pod kierunkiem Anny Drzewickiej. W 2001 habilitował się na podstawie monografii Rěve exotique. Images du Brésil dans la littérature Française 1822–1888. W 2012 uzyskał tytuł naukowy profesora. Członek Komisji Neofilologicznej Polskiej Akademii Umiejętności. 
Specjalizuje się w zakresie literatury porównawczej, studiów nad przekładem oraz literaturą francuską, portugalską i brazylijską. Zawodowo związany przede wszystkim z macierzystą uczelnią,  gdzie pracuje jako profesor zwyczajny. Wykładał także w Akademii Techniczno-Humanistycznej, Akademii Pedagogicznej w Krakowie. W latach 2009–2022 kierownik Katedry im. Vergílio Ferreiry przy Instytucie Camõesa, redaktor naczelny rocznika Między Oryginałem a Przekładem. Wypromował co najmniej dwoje doktorów. 
Pracował w redakcji przekładów Wydawnictwa Literackiego w Krakowie. W latach 1991–1995 był Konsulem Generalnym RP w Kurytybie. 
Odznaczony odznaką honorową „Działacza opozycji antykomunistycznej lub osoby represjonowanej z powodów politycznych” (2018) oraz Złotym Krzyżem Zasługi (2023).

## Publikacje
Autor ponad 100 artykułów naukowych oraz 4 monografii:
- Rêve exotique. Images du Brésil dans la littérature française 1822–1888, Kraków, Abrys, 2001.
- Czytane w przekładzie, Wydawnictwo ATH w Bielsku-Białej, 2009.
- Stanąć po stronie tłumacza. Zarys poetyki opisowej przekładu, Wydawnictwo Uniwersytetu Jagiellońskiego, Kraków 2011.
- Autour de la traduction, Orizons-Universités, Paris, 2015.